# Sistemas de Referencia de Actitud y Rumbo

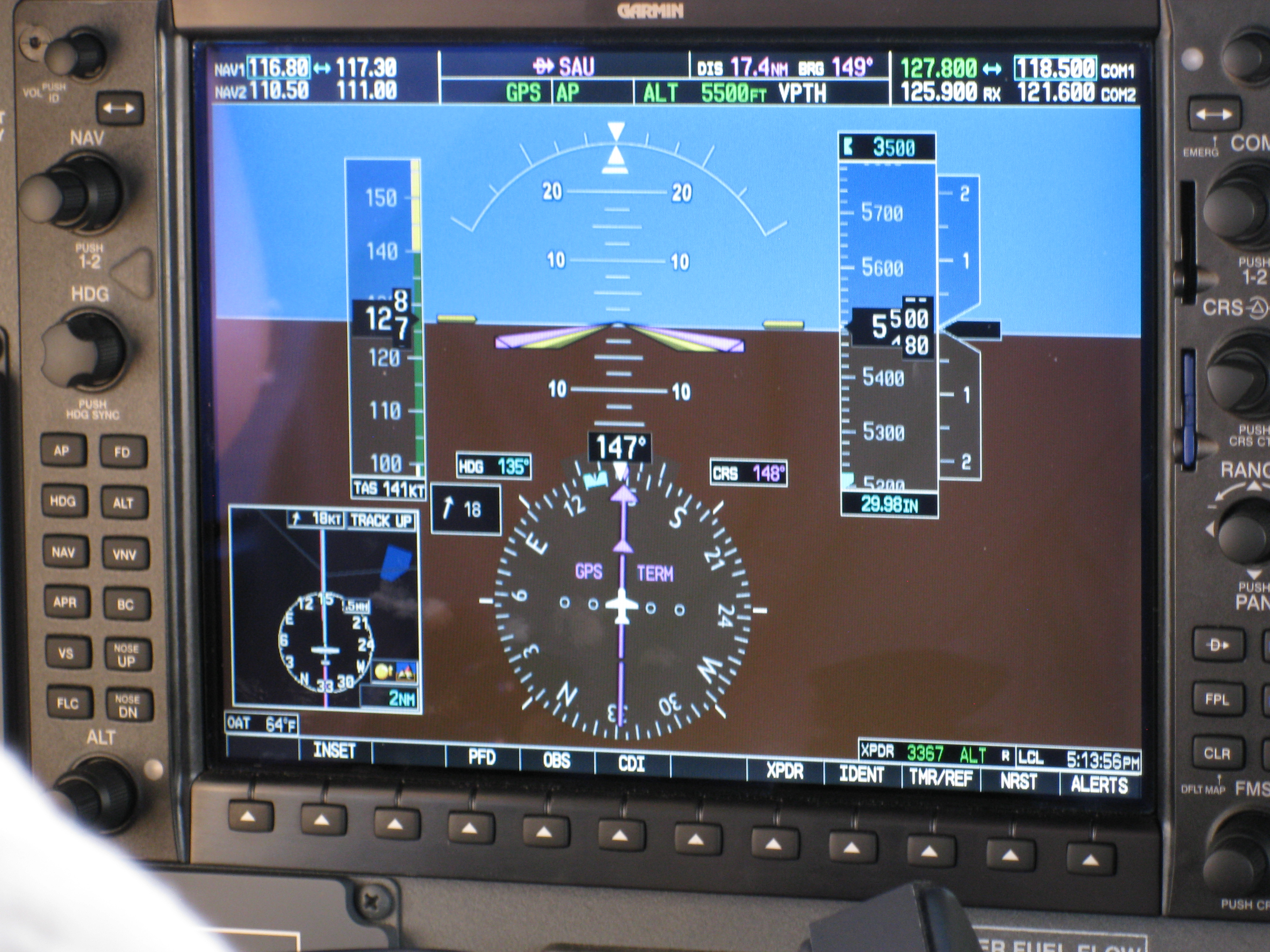
Sistemas de Referencia de Actitud y Rumbo

Los Attitude and Heading Reference Systems (AHRS) o Sistemas de Referencia de Actitud y Rumbo, son sensores tridimensionales que proporcionan información acerca del rumbo, la actitud, y la guiñada de una aeronave. Este tipo de sistemas están específicamente diseñados para reemplazar a los antiguos instrumentos de control giroscópicos, y proporcionar una mejor precisión y fiabilidad. 
Normalmente, los AHRS están formados por giróscopos (de estado sólido, o sistemas microelectromecánicos), acelerómetros, y magnetómetros, que proporcionan datos en los tres ejes del espacio. Algunos AHRS utilizan receptores GPS para mejorar la estabilidad a largo plazo de los giróscopos. Como técnica de fusión sensorial, es habitual emplear Filtros de Kalman, de tal manera que se obtenga una única solución a partir de las diversas fuentes de datos originales. Los AHRS se diferencian de los sistemas de navegación inercial en que se basan en el uso de magnetómetros y/o receptores GPS para corregir los datos en bruto (sin procesar) del giróscopo. 
Los AHRS han demostrado ser altamente fiables y se utilizan habitualmente tanto en aeronaves comerciales como privadas. Recientes avances en la fabricación de sistemas microelectromecánicos, han hecho que el precio de AHRS certificados por la FAA de Estados Unidos esté por debajo de los 15000 $. Los AHRS se integran normalmente en Sistemas electrónicos de información de vuelo (EFIS), que son la parte central de las cabinas de mandos del tipo glass cockpit (cabinas de mandos en las que los instrumentos de control son digitales, y no analógicos). Los AHRS se suelen combinar con Ordenadores de Datos de Aire, pasando a formar lo que se conoce como Air Data, Attitude and Heading Reference Systems (ADAHRS), proporcionando así información adicional tal como la velocidad del avión relativa al aire, altitud, y temperatura del aire en el exterior del avión. 